# منية بناني الشرايبي
منية بناني الشرايبي باحثة في علم اجتماع الحركات الاجتماعية بجامعة لوزان وهي مغربية من مواليد سنة 1965 ولها عدة مؤلفات حول التعبئة الاجتماعية والحركات الشبابية والحزبية.

## مجال العمل
باحثة في علم اجتماع الحركات الاجتماعية، والشباب، والتعبئة الانتخابية، والمجتمع المدني، ومن أهم برامج البحث التي تقوم بها : ديناميات الإسلام في سويسرا. وتتميز أبحاثها بالجرأة والموضوعية والصرامة العلمية ومن أهم خلاصاتها أن الحركات الإسلامية جزء من المجتمع المدني، لأنها تتكون من فاعلين اجتماعيين يعبرون عن مطالب مختلفة، والإسلام بالنسبة لها هو مجرد لغة يعبر المواطنون عبرها عن مطالبهم.
تقوم منية بناني الشرايبي بأدوار اجتماعية في سويسرا، كما أنها تناضل لتسهيل الحصول على مِـنح دراسية لطلبة من بلدان مختلفة للدراسة في الجامعات الأوروبية.

## مسيرتها العلمية
- رئيسة اللجنة البيداغوجية في مجال العلوم السياسية بجامعة لوزان،
- نائبة رئيس القسم المشترك بين عدة كليات في مجال تاريخ وعلوم الأديان بجامعة لوزان،
- رئيسة بين 2002 و2004 برنامج الدراسات العليا حول العالمين العربي والإسلامي المعاصرين في جامعة لوزان وجامعة جنيف وبمعهد دراسات التنمية بجنيف[1]

## موضوعات أبحاثها
- في كتابها الصادر في 1995 عن الشباب والسياسة بالمغرب " Soumis et rebelles au Maroc: les jeunes au Maroc," اعتمدت منية بناني الشرايبي في أبحاثها على مقابلات متعمقة مع 37 شاب وشابة من الدار البيضاء ومدن مغربية أخرى. كما اعتمدت على تحليل النكت السياسية.[2]
- بخصوص الحركات الاجتماعية، تعتبر منية بناني الشرايبي أن التعبئة بعد الاستقلال انتقلت من البادية إلى المدينة. كما أن نوع المتظاهرين تغير أيضا. في الماضي كان الاحتجاج ينحصر في الفئات المُسيَّسة كالطلاب والعمال المنخرطين في النقابات، والموظفين، أما اليوم أصبحت التعبئة أكثر تنوعاً بحيث تشمل الباعة المتجولين وسكان دور الصفيح والنساء كذلك. أما السلطات المغربية فهي أيضا، حسب رأي منية بناني الشرايبي، غيرت سلوكها اتجاه الحركات الاحتجاجية بحيث أصبحت تلعب على الحبلين, فهي تحاول إعطاء الانطباع بأن الاحتجاج لا يعطي نتيجة، وفي نفس الوقت تتجنب تكثيف ممارسة القمع حتى لا تتضاعف التعبئة الجماهيرية.[3]
- في يوم 20 أغسطس 2018 تمت المصادقة على مشروع قانون رقم 44-18 لإعادة الخدمة العسكرية في المغرب من طرف حكومة سعد الدين العثماني بالمغرب. واعتبرت منية بناني الشرايبي بأن هذا الأمر هو "إقرار بالعجز عن جعل التعليم العمومي بوثقة الأمة وأداة في خدمة مشاريع التنمية المنتجة لمناصب الشغل. والحال أنه بدل جعل الجيش بوثقة للأمة، يبدو المشروع الحالي محاولة "لفرض نوع من الانضباط" على "الشباب غير النافع"، و"الطبقات الخطيرة" بشكل أعم." [4]

## كتبها
- 1995 Soumis et rebelles : Les jeunes au Maroc Edition CNRS
- Scènes et coulisses de l'élection au Maroc : les législatives 2002¨
- Résistances et protestations dans les sociétés musulmanes Relié – 9 janvier 2003 pages 424
- Partis politiques et protestations au Maroc (1934-2020) [en ligne]. Presses universitaires de Rennes 2021. Disponible sur Internet : http://books.openedition.org/pur/142665.

## مقالاتها
- Retour sur les situations révolutionnaires arabes Revue française de science politique, Volume 62, N° 5-6 Oc :
- L’espace partisan marocain : un microcosme polarisé ? Revue française de science politique, 2013 63(6), p. 1163-1192.
- Beyond Structure and Contingency: Toward an Interactionist and Sequential Approach to the 2011 Uprisings. Middle East Critique, 2017 24(4), p. 373-395.
- Exit, voice, loyalty, Dans Dictionnaire des mouvements sociaux, Presses de Sciences Po, 2020

## روابط خارجية
منية بناني الشرايبي: "وظيفة الباحث فـهـمُ الوقائع لا تغييرها"